# 丸山聡美
丸山 聡美（まるやま さとみ、1984年8月15日 - ）は、山陰放送（BSS）のアナウンサー。鳥取県東伯郡出身。

## 来歴・人物
鳥取県東伯郡東伯町（現：琴浦町）出身。鳥取県立倉吉東高等学校、鳥取大学卒業後、BSSに2007年入社。
同期は坪山奏子で、いわゆる“初鳴き”は坪山ともども『しんじないと倶楽部』への出演であった。坪山とはその後も2009年から2010年にかけてテレビで随時放送された『ラッテちゃんダンス』で共演するなど因縁が深かった。
坪山が2010年3月いっぱいで山陰放送を退社したため、坪山が務めていた地上デジタル放送推進大使を引き継いだ。
「春のBSSまつり」や「秋のBSSまつり」などのイベントではMCを務めている。
2014年12月20日の放送をもって週刊とり☆リンクを卒業。また、2015年春からは産休に入るためテレビのレギュラー番組をいったん卒業した。
その後男児を出産、2016年2月6日の週刊とり☆リンクでは「子育て王国とっとり」が取り上げられ産休に入っていた丸山も登場。
2016年4月から週刊とり☆リンクのナビゲーターに復帰する。2018年5月から産休に入り男児を出産、2019年4月に復帰。
2021年4月1日から産休に入り、同年5月末に第3子となる女児を出産したことを 山陰放送公式YouTube 「ラッテチャンネル」で公表した。2022年6月に復帰。また、2024年4月からラジオのレギュラー番組・制作部に復帰。不定期で、音楽の風車(2024年5月 - )・Mポイント(2024年11月 - )を担当。
- 特技は、香りを嗅ぎわけられる、料理。
- 趣味は、人を驚かせる（ドッキリ作戦を計画する事が好きである）。
- 好きなことは、相撲観戦、食べ物に関する情報収集。
- 嫌いなことは一発芸をしないといけない時。

## 現在の担当番組
テレビ
- BSSニュース - 不定期出演

ラジオ
- ラフリー!（2024年 - ）
- 音楽の風車 - 不定期出演
- Mポイント - 不定期出演
- BSSニュース - 不定期出演

## 過去の担当番組
ラジオ
- 坪・丸のハートがキラーン（2007年10月～2008年3月、毎月第3土曜17:15～）
- 自由ほんぽーおしゃべり本舗（2008年4月1日 - 2009年3月31日（火）、2009年4月9日 - 2011年9月29日（木））
- 午後はドキドキ!（2016年4月 - 2017年3月（金）、2022年10月 - 2023年3月（月））
- 中四国ライブネット
  - 「山陰発 和牛チャチャチャ！！」（2007年10月13日、リポーター）
  - 「山陰発 2007総決算 教えて下さいあなたのニュース！」（2007年12月29日）
  - 「山陰発 ふるさとの民話『とんとん昔があったげな…』」（2008年2月16日）
  - 「山陰発 夏を乗りきれ！絶品山陰グルメ」（2010年6月27日）
- 街角音楽会
- Mポイント

テレビ
- 「癒しの空間 万葉有終の郷 鳥取 家持最後の歌」（2010年1月11日、BS-TBSは2010年1月17日）
- 「ご当地キャラゆるリンピック 神話クイズで大騒ぎ!」(2012年2月26日)
- パジャマパーティー
- 土曜日の生たまご
- 週刊とり☆リンク
- マルっと!とっとり
- 生たまごBang! - 現在はナレーションを担当
- テレポート山陰 - 現在は主にナレーションを担当（2019年4月4日 - 2020年1月24日（木・金）、2020年1月27日 - 2020年5月（月・木・金）、2020年6月 - 2021年3月26日（水〜金））